# Ciorbă

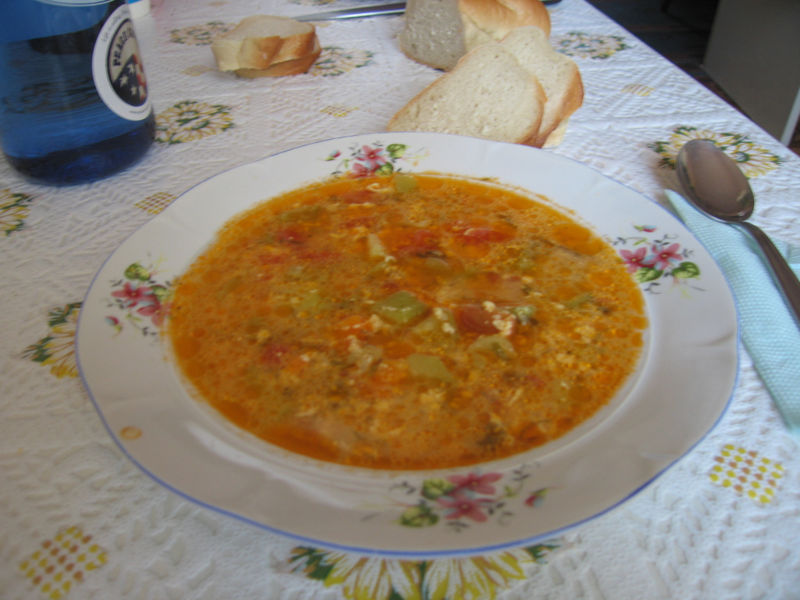
Una 'ciorba' servida en un plato.

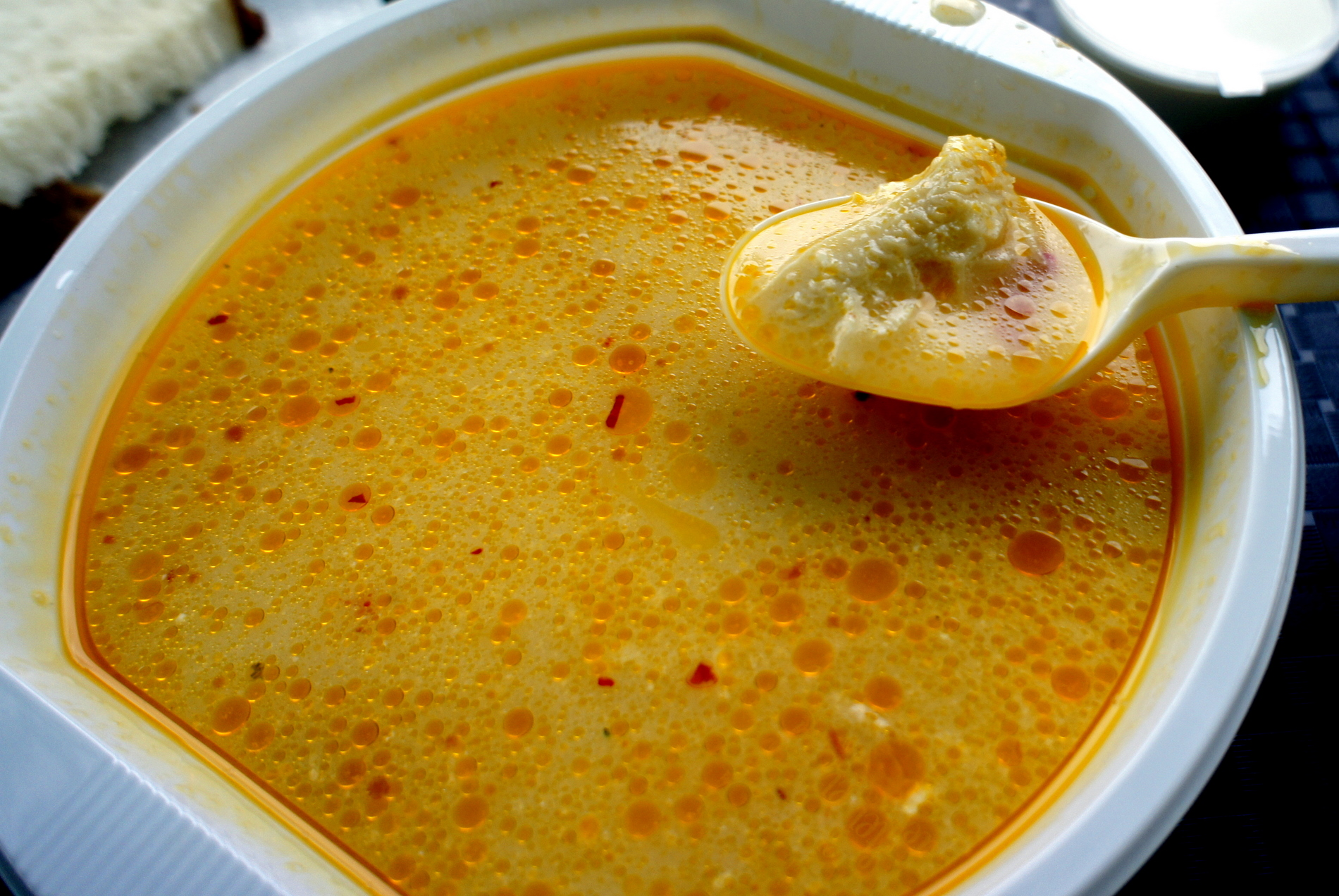
Ciorbă de burtă

Ciorbă (Pronunciado como 'ʧor.bə; de la palabra turca çorba) es un epónimo de la cocina rumana para definir una sopa que consiste en diversas verduras y carne. El sabor ácido del ciorbă se logra aliñándola con zumo de limón o de forma más tradicional (debido a que Rumania no tiene una producción buena de cítricos) al borș (trigo fermentado), ácido láctico de la fermentación de la col o sal de limón (ácido cítrico). Es muy frecuente que se le añada apio de monte levístico.

## Tipos
Existen diferentes tipos de ciorbă, algunos de ellos son:
- ciorbă de burtă (sopa de tripas; véase también shkembe)
- ciorbă de perișoare (sopa de albóndigas)
- ciorbă de legume (sopa de verdura)
- ciorbă de ștevie (hierba de la paciencia <Rumex patienta> sopa)
- ciorbă de vită (sopa de carne de vaca)
- ciorbă de pui (caldo de pollo)